# Actividades del KGB en Perú

Emblema del KGB

El KGB, la agencia de inteligencia de la Unión Soviética, realizó diversas operaciones en Perú, las cuales son detalladas a continuación.

## Durante el gobierno de Juan Velasco Alvarado

### Primeras acciones en Perú
Tras el golpe de Estado de 1968, Nikolái Leónov fue enviado a Lima para investigar sobre el nuevo régimen, alojándose en un hotel bajo la fachada de un corresponsal de Novosti. Estando en Lima, tomó contacto con algunos miembros del régimen; aunque la CIA alertó de su presencia a sus contactos locales lo que llevó a que sea amenazado telefónicamente y un fotógrafo le siguiera. Estando en Lima, Leónov tuvo dificultades para comunicarse con el KGB para enviar sus reportes, lo que motivó que, en una ocasión a principios de 1969, tuviera que viajar a Chile para enviar un telegrama cifrado desde la residencia del KGB en dicho país.

### Establecimiento de la estación del KGB
En agosto de 1969, luego del establecimiento de las relaciones diplomáticas entre la URSS y el Perú en febrero del mismo año, se estableció en Lima una residencia del KGB dirigida por Arseni Fiódorovich Orlov.

### Influencia sobre Velasco Alvarado

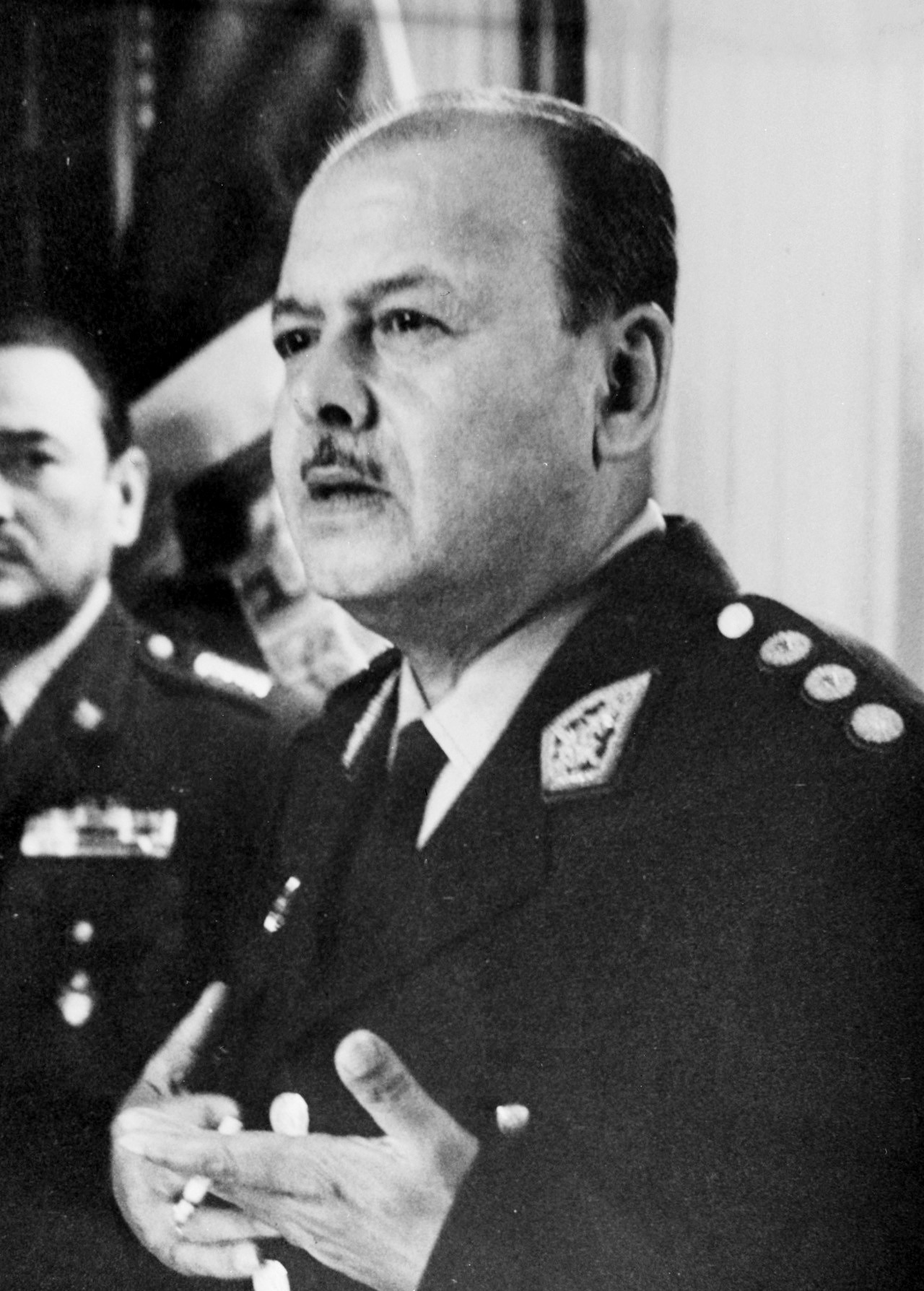
Juan Velasco Alvarado en 1971

A través de la residencia, el KGB estableció contacto con diversos miembros del régimen que pasaron a ser "contactos confidenciales", entre ellos el "confidente de mayor confianza" de Juan Velasco Alvarado. Además, se estableció contacto con Velasco Alvarado a través de otro miembro del régimen y uno de los asesores de Velasco Alvarado fue reclutado como agente del KGB. A dicho asesor se le pagó 5.000 dólares, según un informe de 1971, y a través de él el KGB ejerció influencia "sobre el presidente y sobre los miembros del gobierno peruano, y la opinión pública se forma a través de él. Dos periódicos del gobierno están bajo su control".

### Relación con el SIN
Además de establecer contacto con los miembros del régimen, el KGB propuso una cooperación con el Servicio de Inteligencia Nacional (SIN). Para tal fin, se le asignó al SIN el nombre en clave de KONTORA y se estableció negociaciones entre el SIN y el KGB, de las cuales se produjo un borrador de acuerdo donde se estableció el intercambio de inteligencia, la cooperación entre ambas agencias, el entrenamiento por parte del KGB de los miembros del SIN y la provisión al SIN de un "equipo técnico operacional" del KGB. En junio de 1971, el Comité Central del Partido Comunista de la Unión Soviética aprobó el acuerdo. Como parte del acuerdo, dos oficiales de operaciones y un especialista técnico llegaron a Lima para servir de enlace con el SIN. Por otra parte, el SIN dejó de ejercer vigilancia sobre el KGB. Las reuniones entre los oficiales del KGB y el SIN se realizaban una vez a la semana en apartamentos del SIN.

#### Operaciones KGB-SIN

Emblema del SIN

Una de las primeras operaciones entre ambas agencias fue el establecimiento, por parte del SIN y con apoyo del KGB, de un puesto de vigilancia cercano a la embajada estadounidense. Además de tomar fotografías y registrar en ficheros las actividades en la embajada, el SIN recibió equipos del KGB para grabar llamadas telefónicas e interceptar los mensajes de radio. Estas operaciones permitieron "la neutralización de una red de agentes estadounidenses en los sindicatos [peruanos] y la liquidación de un grupo técnico operativo de la inteligencia estadounidense". De las operaciones entre ambas agencias, se llegó a expulsar a diversos funcionarios relacionados con la CIA y se redujo los cursos de inglés patrocinados por los EEUU, además de las actividades del Cuerpo de Paz.
Entre otras acciones, dieron a conocer "la actividad conspirativa" del general Armando Artola, entonces ministro del interior, que se oponía a los enlaces con la URSS; un pariente de Consuelo Gonzales Posada (esposa de Velasco Alvarado) fue "desenmascarado" como presunto agente de la CIA; se llevaron medidas activas "de amplio alcance" contra objetivos estadounidenses; se envió a diversos agentes del SIN a Chile, Argentina, entre otros países, para realizar misiones para el KGB; y se envió expertos "técnicos operativos" para instruir a los agentes del SIN en el uso de equipos de escucha y vigilancia para realizar operaciones contra las embajadas de México, Chile y EEUU en Lima.

#### Reunión KGB-SIN en Moscú
En 1973, el general Enrique Gallegos Venero, líder del SIN, visitó Moscú, donde conversó con Yuri Andrópov y altos cargos del KGB. En dicha reunión, se acordó ampliar el alcance de la cooperación de inteligencia para incluir la inteligencia militar peruana, que fue designada con el nombre en clave de SHTAB.

#### Relaciones entre personal del KGB y el SIN
En un principio, los oficiales del KGB notaron un trato "cauteloso" por parte de los miembros del SIN hacia ellos. A pesar de esto, el KGB llegó a convencerlos a través de artículos de inteligencia, regalos, "ayuda material" e invitaciones a la URSS. Posteriormente, el KGB criticó el comportamiento de los oficiales del SIN que fueron invitados a Moscú. Según un informe del KGB, "los peruanos que estudiaban en los departamentos especiales... se dedicaban a establecer contacto con chicas y mujeres de conducta relajada en Moscú, y mantenían relaciones íntimas con ellas, tras lo cual estas eran entregadas a otro grupo de estudiantes para que mantuvieran relaciones íntimas. Los estudiantes no hacían caso a los intentos de los supervisores del curso por ilustrarlos".

### Relación con los comunistas peruanos
Orlov reportó al KGB que el gobierno estaba adoptando una "línea progresista y antiimperialista" con el apoyo del Partido Comunista, al que se le permitió operar de manera abierta y publicar su periódico.
Debido a la ruptura sino-soviética, el KGB realizó operaciones contra los maoístas, entre ellos los maoístas peruanos. Como parte de estas operaciones, en junio de 1975, el KGB estableció contacto con un dirigente del Partido Comunista Peruano (Marxista-Leninista), que operó bajo el nombre en clave de VANTAN. A través de VANTAN, el KGB interrumpió el congreso del partido en 1976 en donde VANTAN "criticó duramente la política de Pekín, incluida su línea de división del movimiento comunista y obrero, y decidió romper con el maoísmo y disolverse".

## Durante el gobierno de Francisco Morales Bermúdez

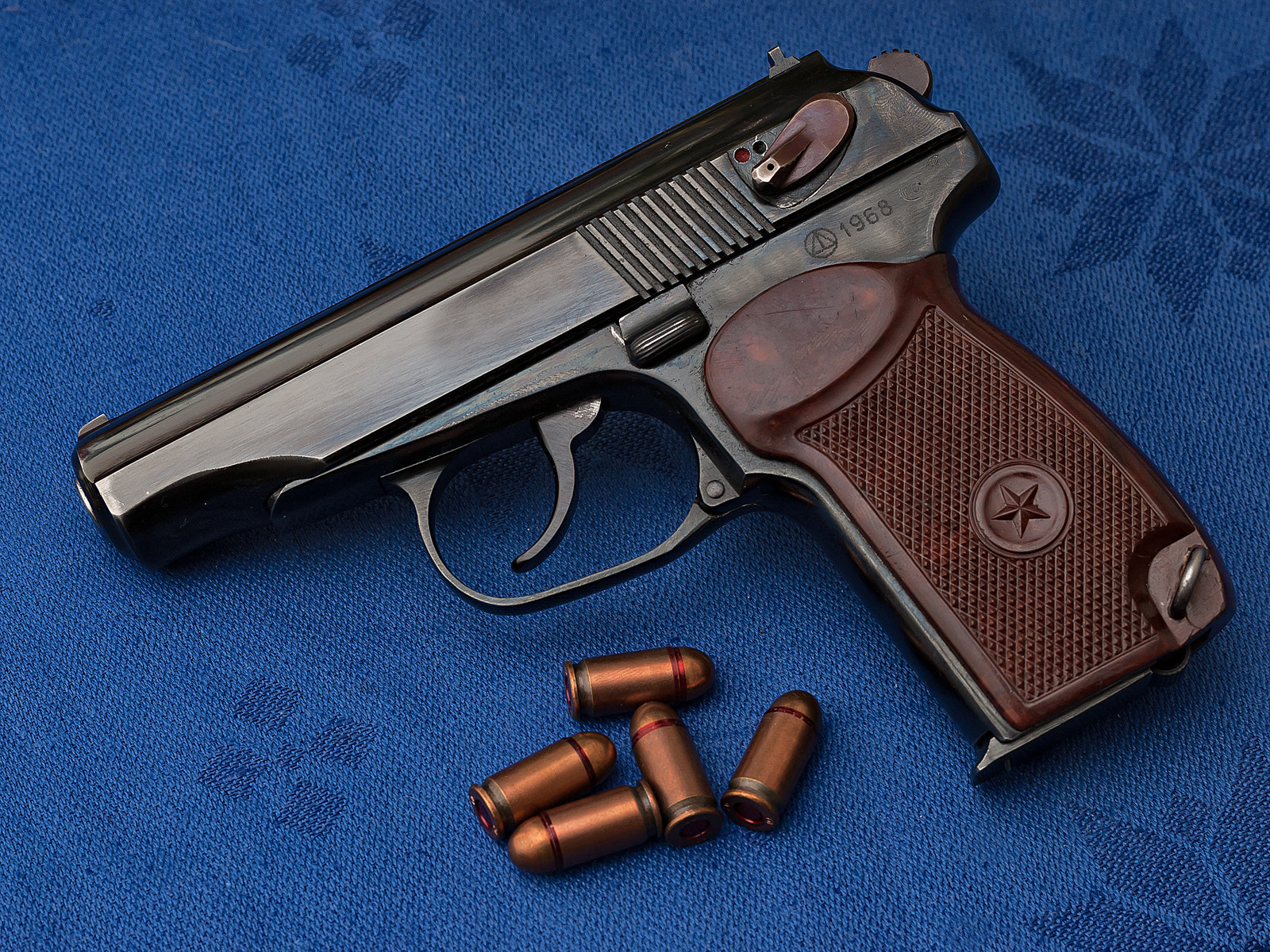
Pistola Makarov, similar a la entregada por el KGB a Morales Bermúdez

Tras el golpe de Estado de 1975, durante la cual Velasco Alvarado fue derrocado por Francisco Morales Bermúdez, el KGB le regaló, previa aprobación de Andrópov, a Morales Bermúdez una pistola Makarov y 200 cartuchos. Para diciembre de dicho año, el KGB envió al SIN equipo valorado en 300.000 dólares. Para 1976, el KGB dio al líder del SIN y a otros cargos de la inteligencia peruana, pistolas Makarov y regalos valorados entre 150 y 300 rublos. Además, diez oficiales del SIN fueron entrenados en Moscú.

## Agente Coral
En 1986, un agente del KGB con nombre en clave CORAL emitió un informe sobre una operación en el puerto peruano del Callao.